# عبد الله الزايد

عبد الله بن علي بن جبر الزايد (1 يناير 1899 - 5 مايو 1945) كاتب وصحفي وشاعر بحريني. ولد في مدينة المحرق وكان أبوه من تجّار اللؤلؤ في الخليج. درس في مدرسة الشيخ محمد صالح يوسف أحد خرّيجي الأزهر، وأحد علماء البحرين آنذاك. خلف أباه في تجارة اللؤلؤ ولكّنه بقي على اتّصال بعلماء البلد وأدبائها. نفي سياسيًا إلى الهند 1929 لمدة ثلاث سنوات. أنشأ مطبعة عصريّة كانت الأولى من نوعها في دول الخليج ساعدت كثيرًا على نشر الكتب المدرسيّة والأدبيّة، ثم أنشأ ناديًا ثقافيًا في بلدته. ثم أصدر في عام 1939 جريدة البحرين استمرّت ستة أعوام. له أعمال إبداعية قصصية ومسرحية. جمع مبارك الخاطر ديوانه وحققه ونشره في 1996. 

## سيرته
ولد عبد الله بن علي بن جبر الزايد في 1 يناير 1899/ 19 شعبان 1316 أو يقال في سنة 1317 هـ/ 1894 م في مدينة المحرق. تلقى تعليمه الأولي في كتَّاب الشيخ عيسى بن راشد بالمحرق، فحفظ القرآن في سن مبكرة، ودرس اللغة العربية والفقه الإسلامي، ثم انتقل إلى المدرسة الأهلية لتلقي دروس الأدب والنحو والعروض والحساب، واتصل بمنتدى الشيخ إبراهيم بن محمد آل خليفة، وبعالم اللغة محمد صالح اليوسف فأخذ عنه العربية.

كان أحد مؤسسي النادي الأدبي بالمحرق في 1920 وتولى أمانة سره. عمل بتجارة اللؤلؤ، ثم تركها إلى العمل الثقافي، فأنشأ أول مطبعة حديثة ومكتبة في 1932، وأسس دارًا للسينما والمسرح في 1937، وأصدر أول جريدة في البحرين باسمها عام 1939 استمرّت ستة أعوام. 

أسهم في تأسيس لجنة إسعاف الفقير، وتولى أمانة سرها، كما أسهم في عدد من الأنشطة الخيرية والاجتماعية التي تتعلق بمناصرة القضية الفلسطينية، «وكان عنصرًا بارزًا في الحركة الوطنية الإصلاحية التي تزعمها عبد الوهاب الزياني، وهو أول من دعا إلى وحدة إمارات الخليج العربي.»

توفي في 5 مايو 1945 / 23 جمادى الأولى 1364 في المنامة. 

استطاع مجلس الأمناء مركز الشيخ إبراهيم للثقافة والبحوث من إعادة ترميم واستخدام بيته لتراث البحرين الصحفي في نوفمبر 2003.

## جوائزه
- حصل على الجائزة الأولى في مسابقة لندن الشعرية عن قصائده الحرب والحرية، نهضة الشباب، والجائزة الثالثة عن قصيدة الحنين إلى الوطن.[6]

## شعره
ذكرت في معجم البابطين عن شعره «يتميز بنفس شعري طويل، يعتمد على المناسبات والتعبير عنها بشكل تقريري مباشر، تدور معظم قصائده حول القضايا التي كانت تعايشها أمته في زمانه من علاقة بين الشرق والغرب ووحدة الوطن العربي، وقضايا التحرر من الاستعمار، تتغنى قصائده بالوطن والحنين إليه، وله قصائد في الرثاء والمدح والمساجلات. وقليل من شعره يعبر عن النفس الإنسانية وآلامها وبخاصة في منفاه.» 

## مؤلفاته
- ديوان عبد الله الزائد، جمع وتحقيق مبارك الخاطر، 1996
- عدالة الله، مسرحية 1934
- يوم إنزال السفن، قصة

وله عدد من الخطب تناولت موضوعات اجتماعية وسياسية، مخطوطة.

## وصلات خارجية
- في بوابة الشعراء